# Släggkastning för damer i friidrott vid olympiska sommarspelen 2012

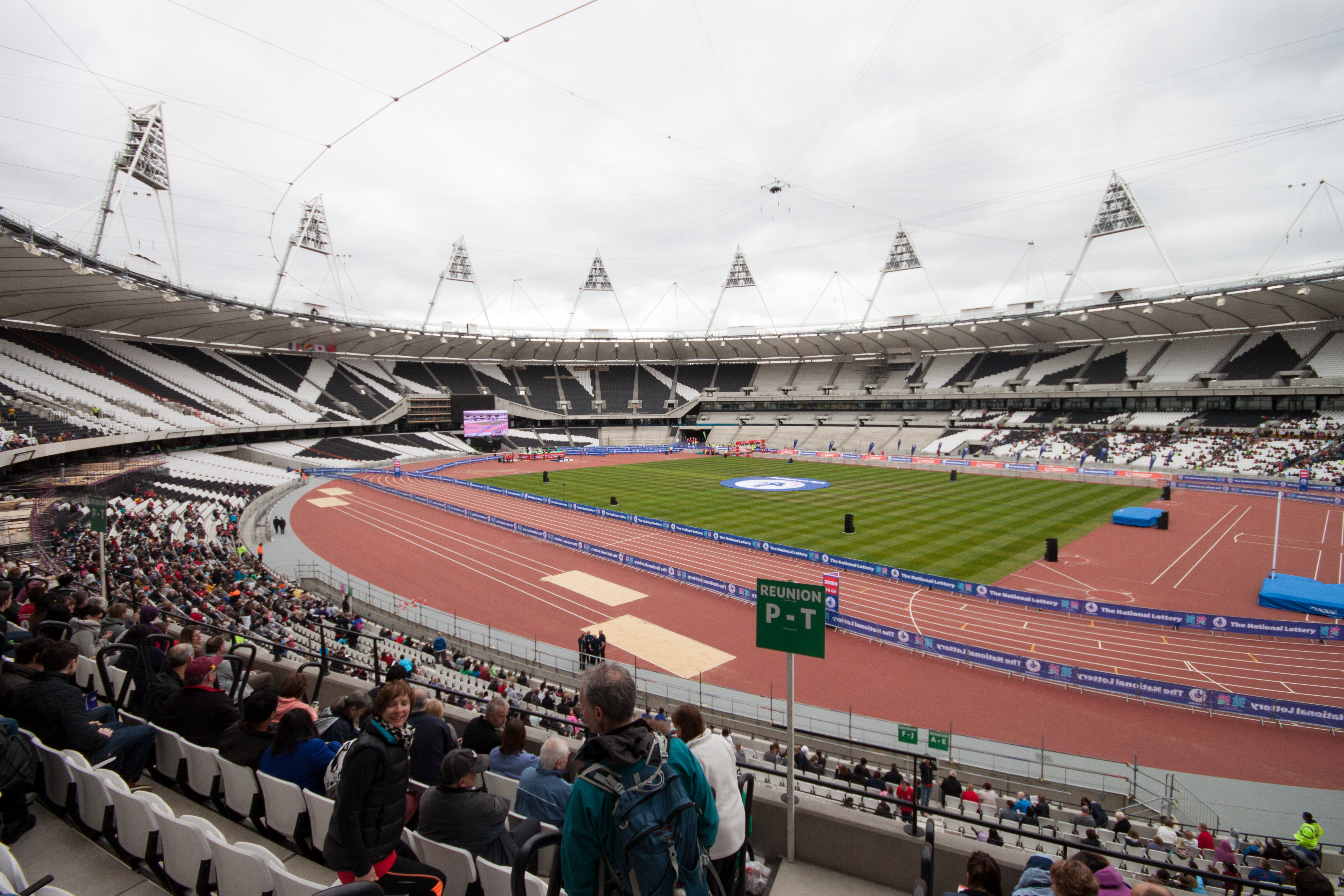
Londons Olympiastadion

Damernas släggkastning vid olympiska sommarspelen 2012, i London i Storbritannien avgjordes den 8-10 augusti. Först hölls ett kval, och de som klarade kvalgränsen alternativt placerade sig tillräckligt bra fick tävla även i finalen.

## Medaljörer
| Event         | Guld                      | Guld                      | Silver                 | Silver                 | Brons                  | Brons                  |
| Släggkastning | Tatjana Lijsenko Ryssland | Tatjana Lijsenko Ryssland | Anita Włodarczyk Polen | Anita Włodarczyk Polen | Betty Heidler Tyskland | Betty Heidler Tyskland |

## Program
Tider anges i lokal tid, det vill säga västeuropeisk sommartid (UTC+1).
| Datum                        | Tid   | Omgång |
| ---------------------------- | ----- | ------ |
| Onsdagen den 8 augusti 2012  | 10:00 | Kval   |
| Fredagen den 10 augusti 2012 | 19:35 | Final  |

## Resultat

### Kval
| Placering | Grupp | Namn                | Nationalitet   | #1    | #2    | #3    | Resultat | Noteringar |
| --------- | ----- | ------------------- | -------------- | ----- | ----- | ----- | -------- | ---------- |
| 1         | A     | Anita Włodarczyk    | Polen          | 75.68 | –     | –     | 75,68    | Q          |
| 2         | B     | Zhang Wenxiu        | Kina           | 74.53 | –     | –     | 74,53    | Q          |
| 3         | A     | Betty Heidler       | Tyskland       | 72.63 | 74.44 | –     | 74,44    | Q          |
| 4         | A     | Tatjana Lijsenko    | Ryssland       | 74.43 | –     | –     | 74.43    | Q          |
| 5         | B     | Kathrin Klaas       | Tyskland       | 74.14 | –     | –     | 74.14    | Q          |
| 6         | A     | Yipsi Moreno        | Kuba           | 73.95 | –     | –     | 73.95    | Q          |
| 7         | B     | Marija Bespalova    | Ryssland       | 72.83 | 73.56 | –     | 73.56    | Q          |
| 8         | B     | Aksana Miankova     | Belarus        | 69.04 | X     | 73.10 | 73.10    | Q          |
| 9         | B     | Zalina Marghieva    | Moldavien      | 71.89 | 72.19 | X     | 72.19    | q          |
| 10        | A     | Sophie Hitchon      | Storbritannien | 67.21 | X     | 71.98 | 71.98    | q, NR      |
| 11        | B     | Stéphanie Falzon    | Frankrike      | 70.96 | 71.67 | 69.55 | 71.67    | q          |
| 12        | B     | Joanna Fiodorow     | Polen          | 70.48 | 68.48 | 69.89 | 70.48    | q          |
| 13        | A     | Amber Campbell      | USA            | X     | 69.93 | 67.30 | 69.93    |            |
| 14        | A     | Jessica Cosby       | USA            | 67.36 | 69.65 | 68.97 | 69.65    |            |
| 15        | A     | Kıvılcım Kaya       | Turkiet        | 69.50 | 68.45 | 67.84 | 69.50    |            |
| 16        | B     | Gulfija Chanafejeva | Ryssland       | 68.20 | 69.43 | 69.19 | 69.43    |            |
| 17        | B     | Éva Orbán           | Ungern         | X     | 68.64 | 63.08 | 68.64    |            |
| 18        | A     | Johana Moreno       | Colombia       | 68.53 | X     | 68.12 | 68.53    |            |
| 19        | A     | Hanna Skidan        | Ukraina        | 68.50 | 66.68 | 57.69 | 68.50    |            |
| 20        | A     | Martina Hrašnová    | Slovakien      | 67.69 | 68.41 | 67.75 | 68.41    |            |
| 21        | B     | Berta Castells      | Spanien        | 67.74 | 68.41 | 65.26 | 68.41    |            |
| 22        | A     | Bianca Perie        | Rumänien       | X     | 68.34 | X     | 68.34    |            |
| 23        | B     | Arasay Thondike     | Kuba           | 67.93 | 65.81 | X     | 67.93    |            |
| 24        | B     | Tuğçe Şahutoğlu     | Turkiet        | 67.58 | 64.11 | 66.56 | 67.58    |            |
| 25        | A     | Ariannis Vichy      | Kuba           | X     | 67.48 | 64.25 | 67.48    |            |
| 26        | A     | Sultana Frizell     | Kanada         | 66.07 | 67.45 | X     | 67.45    |            |
| 27        | A     | Rosa Rodríguez      | Venezuela      | 66.66 | X     | 67.34 | 67.34    |            |
| 28        | B     | Amanda Bingson      | USA            | 65.96 | 66.32 | 67.29 | 67.29    |            |
| 29        | B     | Barbara Špiler      | Slovenien      | 65.69 | 62.83 | 67.21 | 67.21    |            |
| 30        | A     | Alena Matosjka      | Belarus        | 66.85 | 67.03 | 65.22 | 67.03    |            |
| 31        | B     | Kateřina Šafránková | Tjeckien       | 66.16 | X     | 65.25 | 66.16    |            |
| 32        | A     | Amy Sène            | Senegal        | 65.49 | 65.43 | X     | 65.49    |            |
| 33        | B     | Irina Novozjilova   | Ukraina        | 65.35 | 63.98 | 64.29 | 65.35    |            |
| 34        | B     | Heather Steacy      | Kanada         | 62.99 | 61.79 | 63.40 | 63.40    |            |
| 35        | B     | Vânia Silva         | Portugal       | 62.81 | 62.18 | X     | 62.81    |            |
| 36        | A     | Silvia Salis        | Italien        | X     | 10.84 | X     | 10.84    |            |
| –         | B     | Jennifer Dahlgren   | Argentina      | X     | X     | X     | NM       |            |

### Final
| Placering | Namn             | Nationalitet   | #1    | #2    | #3    | #4    | #5    | #6    | Resultat | Noteringar |
| --------- | ---------------- | -------------- | ----- | ----- | ----- | ----- | ----- | ----- | -------- | ---------- |
| 1         | Tatjana Lijsenko | Ryssland       | 77,56 | 75,86 | 74,39 | 77,12 | 78,18 | 77,28 | 78,18    | OR         |
| 2         | Anita Włodarczyk | Polen          | 75.01 | 76.02 | 75.72 | X     | 77.10 | 77.60 | 77,60    | SB         |
| 3         | Betty Heidler    | Tyskland       | 73.90 | 71.52 | 72.77 | X     | 77.13 | 72.77 | 77,13    |            |
| 4         | Zhang Wenxiu     | Kina           | 72.96 | 76.34 | 73.81 | 68.20 | 75.56 | X     | 76.34    |            |
| 5         | Kathrin Klaas    | Tyskland       | x     | 72.79 | 76.05 | 74.66 | 72.88 | X     | 76.05    | PB         |
| 6         | Yipsi Moreno     | Kuba           | 74.60 | X     | X     | X     | 71.97 | X     | 74.60    |            |
| 7         | Aksana Miankova  | Belarus        | 69.50 | X     | 74.40 | 72.06 | X     | X     | 74.40    |            |
| 8         | Zalina Marghieva | Moldavien      | 73.77 | 74.06 | 72.32 | 72.91 | 72.34 | 70.72 | 74.06    |            |
| 9         | Stephanie Falzon | Frankrike      | 73.06 | 69.29 | 71.10 | i.u.  | i.u.  | i.u.  | 73.06    | SB         |
| 10        | Joanna Fiodorow  | Polen          | 62.34 | 72.37 | X     | i.u.  | i.u.  | i.u.  | 72.37    |            |
| 11        | Marija Bespalova | Ryssland       | 71.13 | X     | 68.15 | i.u.  | i.u.  | i.u.  | 71.13    |            |
| 12        | Sophie Hitchon   | Storbritannien | 69.33 | 65.75 | X     | i.u.  | i.u.  | i.u.  | 69.33    |            |